# Шап (Алье)
Шап (фр. Chappes) — коммуна во Франции, находится в регионе Овернь. Департамент коммуны — Алье. Входит в состав кантона Монмаро. Округ коммуны — Монлюсон.
Код INSEE коммуны — 03058.

## Население
Население коммуны на 2008 год составляло 203 человека.
| 1962 | 1968 | 1975 | 1982 | 1990 | 1999 | 2008 |
| ---- | ---- | ---- | ---- | ---- | ---- | ---- |
| 308  | 352  | 307  | 240  | 219  | 221  | 203  |

## Экономика
В 2007 году среди 122 человек в трудоспособном возрасте (15—64 лет) 94 были экономически активными, 28 — неактивными (показатель активности — 77,0 %, в 1999 году было 66,4 %). Из 94 активных работали 90 человек (49 мужчин и 41 женщина), безработными были 4 женщины. Среди 28 неактивных 6 человек были учениками или студентами, 9 — пенсионерами, 13 были неактивными по другим причинам.

## Достопримечательности
- Романская церковь Св. Марии XII века. Исторический памятник с 1913 года
- Крест Св. Анны XV века
- Мельница XVII века
- Замок XVII века